# Mira-Sintra
Mira-Sintra era una freguesia portuguesa del municipio de Sintra, distrito de Lisboa.

## Historia
Pertenece a la ciudad de Agualva-Cacém y al municipio de Sintra. La freguesia de Mira-Sintra fue creada el 3 de julio de 2001, por la ley n.º 18-C/2001, que extinguió la antigua freguesia de Agualva-Cacém y creó las nuevas freguesias de Agualva, Cacém, Mira-Sintra y São Marcos.
Fue suprimida el 28 de enero de 2013, en aplicación de una resolución de la Asamblea de la República portuguesa promulgada el 16 de enero de 2013 al unirse con la freguesia de Agualva, formando la nueva freguesia de Agualva e Mira-Sintra.